# 楚昭王

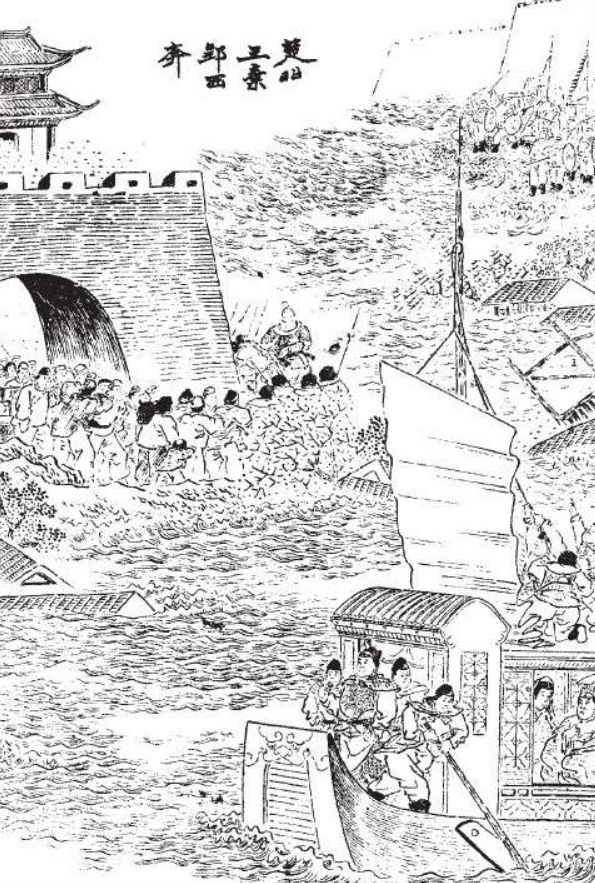
小说《东周列国志》插画：楚昭王弃郢西奔

楚昭王（约前523年—前489年），出土楚国文献又写作卲王 ，芈姓，熊氏，名珍，一作轸，楚平王與秦公主孟嬴之子。
楚平王為其子太子建向聯姻秦國求亲，娶到了孟嬴，但孟嬴很美，於是楚平王受到費無忌的挑撥，自納為妃，生子軫，即楚昭王。前516年，楚平王死，不满10岁的太子继立，是为昭王。

## 大事记
- 楚昭王元年（前515年），诛费无忌以平息国人之怒。
- 楚昭王四年（前512年），吴国二父公奔楚，楚以扞吴之地封之。
- 楚昭王五年（前511年），吴伐楚，取六、潜两城。
- 楚昭王七年（前509年），楚命子常伐吴，楚大败于豫章。
- 楚昭王十年冬（前506年）伍員率吳師伐楚，柏举之战中，楚国战败，吴军攻入郢都，楚昭王出亡，逃到雲夢澤時，被吳軍射傷，又輾轉逃到鄖國、隨國。申包胥入秦國乞師救援，秦公起初不答應，申包胥便跪秦庭而哭，七日不絕，秦哀公感其忠誠，於是出兵救楚，于楚昭王十一年六月败吳兵于稷，楚昭王回到郢都，賞功臣，包胥逃而不受。吴夫概见吴国兵几而自立为王。阖闾引兵平叛。夫概奔楚，楚以堂谿之地（今河南遂平县文城乡）封之，号为堂谿氏，生产春秋时期天下九大宝剑之首的棠溪宝剑。历时10月余的大战终于结束，郢都经吴师蹂躏，残破不堪。于是，昭王决定迁都，而仍称之为郢。 从昭王十一年冬（前505年）起作为首都的郢，称为“载郢”。其地早就有楚人聚居。大约在战国中晚期之际，已被称为“江陵”。载郢的遗址，最迟在东汉晚期，已被称为“纪南城”。载郢成为首都以后，原来的郢都就以“鄢郢”见称了。
- 楚昭王十二年（前504年），吴伐楚，取番。楚迁都至郢。
- 楚昭王十六年（前500年），楚灭顿国，灭胡城。
- 楚昭王二十七年春（前489年），吴伐陈国，楚救之。十月，楚昭王病重，見“雲如眾赤鳥，夾日以飛”的天象。三天后，昭王派使者将此事告知周太史并询问对策。周太史答道，楚王身要遭祸事，可以为禜祭，移祸于令尹。[2]。诸将相请以身为祷，为王承祸，昭王不许，说：“将相之于孤犹股肱也，今移祸焉，庸为去是身乎 （页面存档备份，存于）。”昭王姬妾越姬时亦在身旁，说：“昔日妾虽口不言，心既许之矣。妾闻信者不负其心，义者不虚设其事。妾死王之义，不死王之好也。 （页面存档备份，存于）”，遂自杀，不久昭王亦身死。时孔子在陈，赞曰：“楚昭王通大道矣。其不失国，宜哉！”

## 家庭
父
- 楚平王

母
- 伯嬴

妹
- 芈畀我（季芈畀我），楚昭王之妹，母伯嬴。

妻妾
- 貞姜
- 越姬，越王勾践之女，生熊章
- 蔡姬

子女
- 熊章

| 前任： 父楚平王 | 楚國君主 前516年—前489年 | 繼任： 子楚惠王 |